# Interstate 180 (Wyoming)
Pour les articles homonymes, voir I180 et Interstate 180.
L'Interstate 180 (I-180) est une autoroute collectrice de 1,09 mile (1,75 km) à Cheyenne, au Wyoming. Elle relie l'I-80 au centre-ville de Cheyenne.
L'I-180 est singulière, car elle est l'une des rares autoroutes interstates à ne pas se conformer aux critères habituels. Sur son tracé, il n'y a pas d'autoroute à proprement parler. Le seul échangeur de l'I-180 se trouve à son terminus sud avec l'I-80. Des feux de circulation marquent les intersections de l'I-180 avec les autres rues.
L'I-180 forme un multiplex avec l'I-25 Bus., la US 85 et la US 87 Bus. Il s'agit de la seule autoroute auxiliaire du Wyoming.

## Description du tracé
L'I-180 débute à un échangeur avec l'I-80 à Cheyenne. Elle se dirige au nord en multiplex avec l'I-25 Bus / US 85 / US 87 Bus sur une route à quatre voies. L'autoroute rencontre quelques intersections à niveau avec des rues de la ville. L'autoroute passe ensuite au-dessus d'une cour ferroviaire de la Union Pacific Railroad avant d'atteindre son terminus nord à l'intersection avec l'I-80 Bus / US 30. Au-delà de cette intersection, l'I-25 Bus / US 85 / US 87 Bus continuent au nord sur la Warren Avenue (direction nord) et la Central Avenue (direction sud).

## Liste des sorties
| Interstate 180          |              |      |      |                                                   | |
| Comté                   | Municipalité | mi   | km   | Intersections / Destinations                      | Notes |
| Laramie                 | Cheyenne     | 0,00 | 0,00 | US 85 sud (I-25 BL / US 87 Bus. sud) – Greeley    | Terminus sud du multiplex avec I-25 BL / US 85 / US 87 Bus.; continue au-delà de l'I-80                                                                  |
| Laramie                 | Cheyenne     | 0,00 | 0,00 | I-80 – Rock Springs, Sidney                       | Sortie 362 de l'I-80 |
| Laramie                 | Cheyenne     | 0,34 | 0,55 | 5th Street                                        | Intersection à niveau |
| Laramie                 | Cheyenne     | 0,61 | 0,98 | 9th Street                                        | Intersection à niveau |
| Laramie                 | Cheyenne     | 1,09 | 1,75 | I-80 BL / US 30 est (Lincoln Highway)             | Intersection à niveau |
| Laramie                 | Cheyenne     | 1,09 | 1,75 | I-25 BL / US 85 / US 87 Bus. nord (Warren Avenue) | Terminus nord du multiplex avec I-25 BL/US 85/US 87 Bus.; continue au-delà de la US 30; Warren Avenue en direction nord, Central Avenue en direction sud |
| Laramie                 | Cheyenne     | 1,09 | 1,75 | I-25 BL / US 85 / US 87 Bus. (Central Avenue)     | Terminus nord du multiplex avec I-25 BL/US 85/US 87 Bus.; continue au-delà de la US 30; Warren Avenue en direction nord, Central Avenue en direction sud |
| - Terminus de multiplex |              |      |      |                                                   | |